# Elecciones estatales de Schleswig-Holstein de 1962
Las  quintas elecciones estatales en Schleswig-Holstein se celebraron el 23 de septiembre de 1962. 
El Gesamtdeutsche Partei (sucesor del Bloque de los refugiados) perdió su representación en el Parlamento. La gobernante coalición CDU/FDP amplió su mayoría, pero no se llegó inmediatamente a un acuerdo. El FDP consideró formar una coalición con el SPD; esto dependía del apoyo del único diputado electo del SSW. El SSW se negó, sin embargo, desde el principio a apoyar un gobierno de esta naturaleza. Después de que el FDP se retirara temporalmente del gobierno el 21 de octubre de 1962 y de que EL ex primer ministro Kai-Uwe von Hassel se convirtiera en ministro federal de Defensa, el 7 de enero de 1963 fue elegido Helmut Lemke (CDU) como primer ministro, quien volvió a formar un gobierno CDU/FDP.
El 27 de diciembre de 1961 una extensión de los periodos legislativos se insertó en la constitución del estado, por lo que el parlamento elegido en las elecciones de 1962 se prolongó hasta el 28 de abril de 1967.
Inscritos: 1653858
Votantes: 1.160.115 (de participación: 70,15%)
Votos válidos: 1145996
| Partido | Partido | Votos     | %     | Mand. directos | Escaños |
| ------- | ------- | --------- | ----- | -------------- | ------- |
|         | CDU     | 516.073   | 45,03 | 29             | 34      |
|         | SPD     | 449.470   | 39,22 | 13             | 29      |
|         | FDP     | 90.310    | 7,88  |                | 5       |
|         | GDP     | 48.459    | 4,23  |                |         |
|         | SSW     | 26.883    | 2,35  |                | 1       |
|         | DFU     | 13.758    | 1,20  |                |         |
|         | DG      | 1.043     | 0,09  |                |         |
| Total   | Total   | 1.145.996 |       | 42             | 69      |